# André Lagneau
Pour les articles homonymes, voir Lagneau.
André Lagneau né à Nimy le 7 février 1920 et décédé à Mons le 16 janvier 2003 est un homme politique belge et un militant wallon. Il dirigea longtemps une entreprise d'extraction de silice pour fonderies à Peissant.

## Biographie
Ingénieur commercial de l'Institut Warocqué de Mons, il fait remonter son engagement wallon à la Grève générale de l'hiver 1960-1961, à la suite de laquelle il quitte le Parti socialiste belge, estimant que celui-ci ne suit pas les mots d'ordre de réformes des structures et Fédéralisme lancés par la grève conduite par André Renard.
Il devient membre de Rénovation wallonne, participe en 1968 à la fondation du  Rassemblement wallon, est élu comme Sénateur par le Conseil provincial du Brabant en 1971, est élu directement à cette assemblée en 1974 où il représente l'arrondissement de Mons-Soignies.
En 1976, il ne suit pas Paul-Henry Gendebien dans sa volonté de faire opérer un tournant à gauche à son parti et rejoint le PRLw avec Jean Gol, François Perin et Étienne Knoops. Il est réélu sur les listes de ce parti comme sénateur, mandat qu'il continuera à détenir jusqu'en 1985, il sera notamment questeur de la haute Assemblée.
De 1971 à 1988, il sera conseiller communal à Mons. Lors du colloque organisé par le Mouvement libéral wallon à Liège (4 mars 1979), il insiste sur la réalisation de la dorsale ferroviaire wallonne demandée depuis 1946 et sa liaison vers Mons et Tournai de même que la liaison du canal Nimy-Péronnes au canal Valenciennes-Dunkerque.
Il dénonce enfin la fixation du siège du Gouvernement de la Communauté française à Bruxelles alors qu'un accord a été passé entre les quatre grandes villes wallonnes (Mons, Charleroi, Namur et Liège) pour y fixer les diverses institutions issues de la fédéralisation du pays pour la partie wallonne et francophone.
Il est élu député de Mons en 1985, garde ce mandat jusqu'en 1988 puis demeure membre de la fédération libérale de Mons jusqu'en 1995.
André Lagneau est décédé à Mons le 16 janvier 2003.